# グリモアルド2世
グリモアルド2世 (フランス語: Grimoald II, 714年没) または幼グリモアルドは、ネウストリア宮宰（695年 - 714年）。ピピン2世とプレクトルードの次男で、父により幼い時からその地位についていた。
711年、グリモアルド2世はフリースラント王レッドボットの娘テウデシンダと結婚し、テウドアルドとアルノルドの2子をもうけている。714年、リエージュの聖ランベルトゥスの墓を訪れる途上で暗殺された。父よりわずかに早く死んだため、グリモアルド2世の息子たちはピピン家の後継者の地位をめぐる争いに巻き込まれ、最終的にピピン2世の庶子カール・マルテルに簒奪された。